# 瓦隆尼亚
瓦隆尼亚（法語：Wallonie，發音：[walɔni] ⓘ，發音：[vaˈloːni̯ən] ⓘ，發音：[ʋɑˈloːni(j)ə] ⓘ）是比利时南半部的一个历史与文化地区，其人口佔據比利時全國的約40%，通行法语，东部少数地区通行德语。
1970年，瓦隆大区的設立使瓦隆尼亚在政治得以体现。1980年，瓦隆大区正式成为管理瓦隆尼亚的行政机构。2010年，瓦隆政府决定推广使用“瓦隆尼亚”一称以取代“瓦隆大区”，不过今天《比利时宪法》中该大区的法定名称仍为“瓦隆大区”。

## 名称
“瓦隆尼亚”的名称来自“瓦隆”（Wallon），后者来自日耳曼语词“Walh”，指与日耳曼人有接触的讲凯尔特语或罗曼语之族群。
“瓦隆”（法語：wallon）一称也是“瓦隆尼亚”的形容词形式（亦指“瓦隆人的”），故瓦隆大区（法語：Région wallonne）意即为“瓦隆尼亚之大区”，而“瓦隆尼亚”在部分语言中也常常用作“瓦隆大区”的同义词。

## 历史
由於該地區大多數居民都以法語為母語，加上法國在19世紀對於版圖擴張的渴望，該地區曾一度成爲法國領土擴張的對象。1830年，法國外交官塔列朗（Charles Maurice de Talleyrand-Périgord）向英國政府倡議瓜分比利時，讓弗拉芒地區成爲英國的傀儡國，同時將整個瓦隆地區納入法國領土。然而，由於英國對法國政府的不信任態度，以及歐洲列強對法國過度擴張的擔憂，計劃最後被擱置，以比利時南北統一告終。

塔列朗的「瓜分比利時計劃」 (1830年)